# 파셴 계열

수소 스펙트럼. 단위는 로그단위로 되어 있으며, Pa-α가 가장 길다.

파셴 계열(영어: Paschen series)은 수소 스펙트럼에서 볼 수 있는 가장 긴 파장의 적외선의 선 계열을 의미한다. 들뜬상태에서 E3 위치 에너지 준위로 전이될 때 방출된다.

## 방출 파장
| {\displaystyle n} | 4    | 5    | 6    | 7    | 8   | {\displaystyle \infty } |
| λ (nm)            | 1875 | 1281 | 1093 | 1005 | 954 | 820.14                  |